# Universidade Sorbonne Paris Nord
A Universidade Sorbonne Paris Nord é uma universidade localizada no norte de Paris. Possui cinco campi, distribuídos pelos dois departamentos de Seine-Saint-Denis e Val-d'Oise: Villetaneuse, Bobigny, Saint-Denis, Plaine Saint-Denis e Argenteuil. A Universidade Sorbonne Paris Nord recebe mais de 24.000 alunos em formação inicial ou continuada, em todas as áreas: saúde, medicina e biologia humana, literatura, línguas, ciências humanas e sociais, direito, ciências políticas e sociais, ciências sociais, comunicação, economia e gestão.

## Professores famosos
- Benjamin Coriat, um sociólogo e economista francês
- Pierre Schapira, um matemático francês

## Graduados famosos
- Stéphanie Atger, uma política francesa
- Rafael Potrie, um matemático uruguaio, professor da Universidade da República
- Jérémie Szeftel, um matemático francês
- Isabelle Thomas, uma política francesa